# Сузір'я Козлотура
«Сузір'я Козлотура» — радянський художній фільм за мотивами творів  Фазіля Іскандера, знятий у 1989 році режисером  Мартиросом Фаносяном.

## Сюжет
Дія відбувається в одній із закавказьких республік у шістдесяті роки, де розгорнулася кампанія виведення нової тварини — козлотура, що походить від гірського тура і домашньої кози.

## У ролях
- Андрій Ільїн —  Заур
- Семен Фарада —  Платон Самсонович
- Армен Джигарханян —  Автанділ Автанділович
- Карен Джанібекян —  божевільний дядечко
- Етері Когоніа —  тітонька Заура
- Нурбей Камкіа —  голова колгоспу
- Роман Матіашвілі —  Валіко
- Абессалом Лорія —  багатий кравець
- Грач'я Гаспарян —  Шаліко
- Вілніс Бекеріс —  англієць
- Олена Строєва —  англійка
- Роберт Бекеріс —  син англійця
- Наталія Потапова —  продавчиня
- Володимир Зубенко —  кочегар

## Знімальна група
- Режисер: Мартирос Фаносян
- Сценарист: Анаїт Погосян
- Оператор:  Віктор Шейнін
- Композитор: Едуард Бейлерян
- Художник:  Володимир Донсков
- Диригент: Емін Хачатурян
- Автор тексту пісні і віршів: Фазіль Іскандер